# Blastazoid
Blastazoid – program emitowany na kanale MTV o tematyce gier komputerowych. Prowadzącymi program byli członkowie CKY Crew: Brandon DiCamillo, Rake Yohn i Joseph Frantz. W programie pokazywane były żarty wspominające poprzedni program – Viva la Bam oraz prezentowane były materiały z gier znalezione w internecie.
Zostały wyemitowane dwa odcinki. Nie jest jasne, ile pierwotnie zostało zaplanowanych lub sfilmowanych oraz dlaczego MTV odmówiło dalszej emisji programu.